# Iriye Akira
Iriye Akira (jap. 入江 昭, Irie Akira; * 20. Oktober 1934 in der Präfektur Tokio) ist ein Historiker, der sich auf die Geschichte der amerikanisch-ostasiatischen Beziehungen sowie internationale Probleme spezialisiert hat.

## Leben
Iriye studierte Geschichte am Haverford College (Pennsylvania) und erhielt dort 1957 den Bachelor-Titel. Anschließend promovierte er an der Harvard University. Nach seinem Abschluss begann Iriye in Harvard zu unterrichten, hatte danach Lehraufträge an der University of California, Santa Cruz, der University of Rochester und der University of Chicago inne, bevor er als Professor für Geschichte nach Harvard zurückkehrte. Er erhielt 1974 ein Guggenheim-Stipendium. 1982 wurde er in die American Academy of Arts and Sciences aufgenommen. In Harvard übernahm er 1991 den Posten des Charles-Warren-Professors für Amerikanische Geschichte. Nachdem er sich 2005 aus dem Lehrbetrieb von Harvard zurückgezogen hatte, hielt er an der Waseda-Universität, der Ritsumeikan-Universität und der University of Chicago Gastvorlesungen.

## Ehrungen
Er ist bis jetzt der einzige japanische Staatsbürger, der zum Präsidenten der American Historical Society ernannt wurde. 2005 wurde er mit der Orden des Heiligen Schatzes 2. Klasse ausgezeichnet. Er wurde auch mit dem Yoshida-Shigeru-Preis für das beste populärwissenschaftliche Buch über Geschichte ausgezeichnet sowie dem Yoshino-Sakuzō-Preis.

## Publikationen (Auswahl)
- After Imperialism. The Search for a New Order in the Far East. 1921–1931 (= Harvard East Asian Series. Bd. 22, ISSN 0073-0491). Harvard University Press, Cambridge MA 1965.
- Across the Pacific. An Inner History of American-East Asian Relations. Harcourt, Brace & World, New York NY 1967.
- Pacific Estrangement. Japanese and American Expansion, 1897–1911 (= Harvard Studies in American East Asian Relations. Bd. 2). Harvard University Press, Cambridge MA 1972, ISBN 0-674-65075-1.
- als Herausgeber: Mutual Images. Essays in American-Japanese Relations (= Harvard Studies in American East Asian Relations. Bd. 7). Harvard University Press, Cambridge MA 1975, ISBN 0-674-59550-5.
- als Herausgeber mit Yōnosuke Nagai: The Origins of the Cold War in Asia Columbia University Press u. a., New York NY u. a. 1977, ISBN 0-231-04390-2.
- Power and Culture. The Japanese-American War, 1941–1945. Harvard University Press, Cambridge MA u. a. 1981, ISBN 0-674-69580-1.
- The Origins of the Second World War in Asia and the Pacific. Longman, London u. a. 1987, ISBN 0-582-49349-8.
- The Internationalization of History. American Historical Association Presidential Address. 1988. In: The American Historical Review. Bd. 94, Nr. 1, 1989, S. 1–10, Online.
- als Herausgeber mit Warren I. Cohen: The United States and Japan in the Postwar World. University Press of Kentucky, Lexington, KY 1989, ISBN 0-8131-1652-X.
- als Herausgeber mit Warren I. Cohen: The Great Powers in East Asia, 1953–1960. Columbia University Press, New York NY u. a. 1990, ISBN 0-231-07174-4.
- Fifty Years of Japanese-American Relations. (japanisch, 1991).
- Introduction: Historical Scholarship and Public Memory. In: Journal of American-East Asian Relations. Bd. 4, Nr. 2, Summer 1995, ISSN 1058-3947, S. 89–93, doi:10.1163/187656195X00264.
- als Herausgeber mit Jürgen Osterhammel: Die Geschichte der Welt. C. H. Beck u. a., München u. a. 2012–lfd., ISBN 978-3-406-64100-8 (Set);
  - Band 5: Emily S. Rosenberg (Hrsg.): 1870–1945. Weltmärkte und Weltkriege. 2012, ISBN 978-3-406-64105-3;
  - Band 6: Akira Iriye (Hrsg.): 1945 bis heute. Die globalisierte Welt. 2013, ISBN 978-3-406-64106-0.[1]